# Cantón Celica
Celica es un cantón de la provincia de Loja, Ecuador.

## Información general
La cabecera cantonal es la parroquia urbana Celica y entre las parroquias rurales se encuentran Pózul, Teniente Maximiliano Rodríguez (cabecera en Algarrobillo), Cruzpamba y Sabanilla. De acuerdo al Censo Nacional de 2023, la población es de aproximadamente 14 379 habitantes. El gentilicio es celicano.

## Ubicación y geografía
El cantón Celica está ubicado en el centro-occidente de la provincia de Loja
La cordillera de Celica es el principal accidente geográfico del cantón; de esta cordillera, que en realidad es un macizo, se desprenden varios ramales que disminuyen en altitud gradualmente hasta la parte baja, formando varios valles, mesetas y llanos aluviales que le dan una diversidad geográfica y climática única.
Las partes altas tienen una vegetación exuberante y muchos pastos debido a la humedad y la parte baja es muy seca y con suelos erosionados; en las primeras el clima predominante es el templado y frío, mientras en la segunda predomina el clima cálido seco.
La ciudad de Celica se encuentra ubicada en la parte alta a 1970 m s. n. m. y debido a su ubicación en el ramal montañoso sobresaliente más occidental de la provincia de Loja, el clima de la ciudad se ve influenciado por el choque de corrientes provenientes de varios frentes, lo que hace que su clima sea bastante fresco, ventoso y neblinoso. Mientras lo que rodea dicho ramal tiene climas más agradables y cálidos.
Límites
Al norte limita con Pindal, Puyango y Paltas; al sur con Macará; al este con Sozoranga; y al oeste con Zapotillo.
Situación geográfica
- Latitud:	-4.0666667
- Longitud:	 -79.9333333
- UFI:	-925461
- UNI:	-1369614
- UTM:	PR15
- JOG:	SB17-03
- Altitud: 1970 m s. n. m.
- Extensión: 517.8 km²

Distancias terrestres
Desde Celica a:
- Loja 167 km
- Catacocha 71 km
- Macará 60 km
- Zapotillo 60 km
- Pindal 28 km
- Puyango 2 km
- Pózul 16 km
- Sabanilla 30 km
- Cruzpamba 10 km
- Algarrobillo 20 km
- Mullunama 10 km

## Clima
Goza de una variedad de climas: frío, lluvioso, templado húmedo y cálido seco. Debido a estar ubicado en el régimen costa este cantón goza mayoritariamente de un clima caliente y seco que abarca un 60% de superficie del cantón. Las partes altas poseen climas templados y fríos. La temperatura promedio es de 18 °C en la zona montañosa y de 30 °C en la parte baja.

## Economía
Los productos que se cultivan son propios de esta zona tales como maíz, fríjol, arveja. En este cantón debido a su clima frío se da una fruta muy deliciosa denominado como el famoso "toronche" de aroma singular y sabor exquisito; su gente se dedica a la ganadería vacuna, porcina y equina.

## Historia

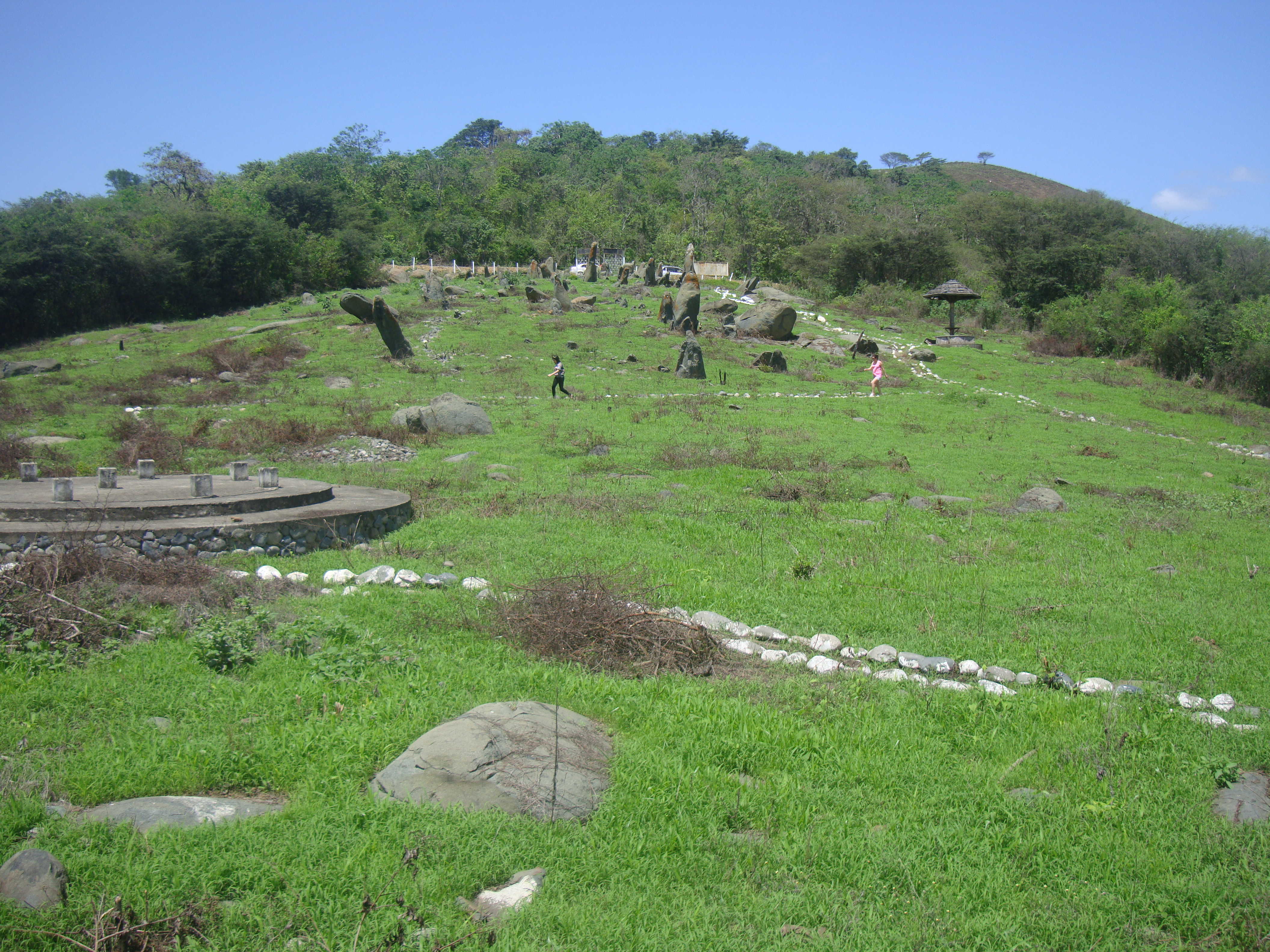
Monolitos de Quillusara

Conocida como la Celestial Celica esta región accidental de la provincia de Loja, de topografía plasmada de contrastes: azuladas montañas, verdes y profundos avalles, diversos pisos climáticos, exuberante agricultura y variada ganadería, fue fundada sobre poblados indígenas aun más antiguos a los Incas. De allí que se mantienen en exposición vestigios arqueológicos en un museo, que junto a las ruinas de una antiquísima ciudadela son muestras impresionantes de su tradición.
Los primeros pobladores de este cantón son los pózules, zapotillos, pindaleños, mangahurcos, chaquinales, paltaguaycos, malacatos y guachanamáes. Celica, nombre dado por Sebastián de Belalcázar en su trayecto hacia la conquista del Reino de Quito capital de los Shyris
Celica, significa celestial, por su cielo azul turquesa, la policromía de los paisajes y la elocuencia de sus habitantes. Según datos históricos su presencia es a partir de 1782, luego de un sismo que destruyó la ciudad, la que fue fundada nuevamente. La ciudad de Celica está ubicada en las faldas del cerro Pucará y fue fundada por Manuel Carrión en 1783. El gobierno del Gral. Ignacio de Veintemilla la cantonizó el 12 de diciembre de 1878.
En sus cercanías se levanta el cerro Huayrapungo, en donde murió trágicamente el presidente Jaime Roldós, en un accidente aéreo.
Celica es uno de los cantones más antiguos de la provincia de Loja, a él pertenecieron los actuales cantones de: Pindal, Zapotillo, Puyango. En sus 137 años de vida cantonal ha avanzado a pasos agigantados, es el único cantón además de Loja que tiene terminal terrestre, mercado centro comercial, ciclovía, recinto ferial, estadio cantonal, coliseo cerrado, complejo recreativo, así como el acantonado BIMOT 19 Carchi.

## Cultura
Por su propia idiosincrasia es el celicano respetuoso, leal y cumplidor de sus deberes, alegre en sus expansiones, totalmente de creencia católicas y celoso respecto a su persona y tierra nativa. Alguien llamó a estas características “complejos comprimidos”, sobre todo al temperamento psíquico introvertido, reflejo del ámbito de la montaña, del sentimiento de la soledad y la grandeza telúrica que le rodea y que se transmuta en rica vida interior, pero a veces también en huraña esquivez para reclamar aquello a que se tiene derecho. Y esto ha frustrado la insistencia necesaria para la realización de las grandes obras de vialidad, singularmente abandonadas siempre por los poderes públicos. Germán Carrión escribe: Los hombres del alto en el camino para tomar café con cecina son indudablemente chazos lojanos, recios campesinos endurecidos por todos los rigores, inteligentes, cultos, altivos. Un pueblo cholo muy blanco de rostro, altivo pero cordial, franco, sereno, bien equilibrado.
Celica es cuna de héroes y heroínas, hombres y mujeres valientes que han aportado no solo a nivel provincial sino nacional como son: Tnte. Maximiliano Rodríguez, Gloria Vicenta Chiriboga, así como las raíces de la primera médico ecuatoriana Matilde Hidalgo de Prócel quien junto con su hermano escribieron la letra y música del himno de este cantón.

## Gastronomía
Al igual que toda la provincia de Loja, Celica goza de una gastronomía privilegiada. El Repe Blanco plato típico de la provincia pero que en este cantón tiene un toque especial hecho a base de quesillo fresco, leche, guineo y cilantro. Así como la tradicional sopa de arvejas con guineo, cecina, salchichas fritas, fritada, el dulce de toronche maduro y verde, liberales, conserva, humitas, tamales,

## Servicios básicos
La cabecera cantonal dispone de los siguientes servicios básicos: agua potable, alcantarillado sanitario, energía eléctrica, telefonía fija e inalámbrica e internet; no así las parroquias rurales las cuales fundamentalmente carecen de los servicios de agua potable y alcantarillado, disponiendo en su lugar de agua entubada y letrinización.

## Celebraciones

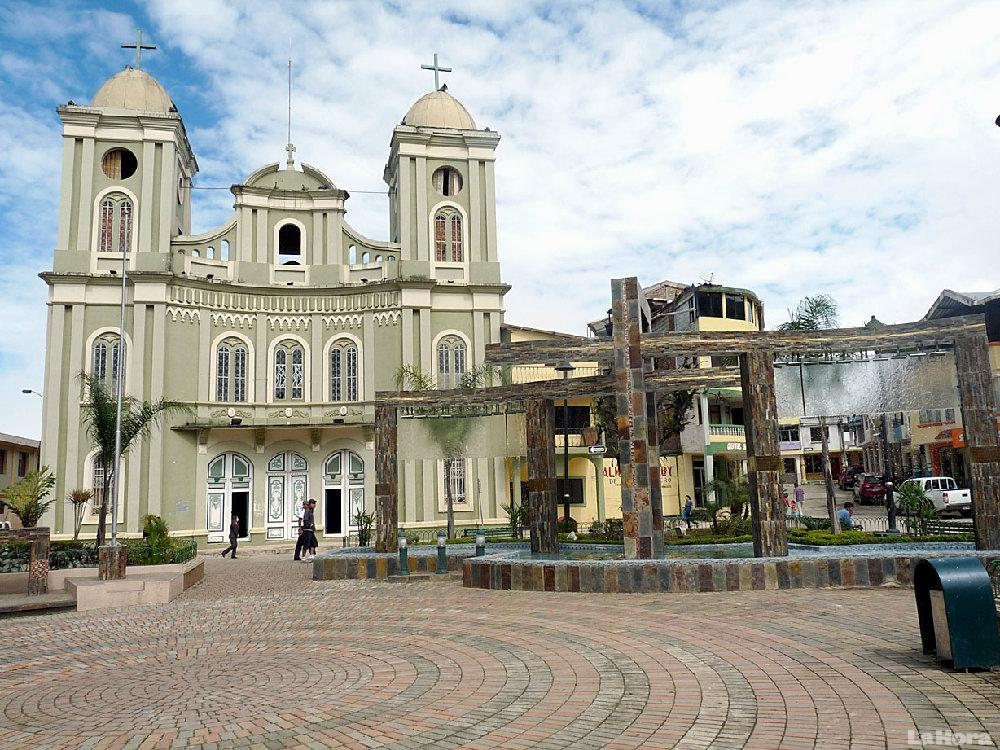
Iglesia de Celica

- 25 de julio- Parroquialización de Tnte Maximiliano Rodríguez (Algarrobillo)
- 30 de agosto - Fiesta del barrio las Palmas de Sabanilla
- 24 de junio - Aniversario de San Juan de Pózul
- 29 de junio - Fiesta de San Pedro Apóstol
- 20 de agosto - Fiesta del barrio Palmales (Parroquia Pózul)
- 28 de agosto - Fiesta del barrio Potrerillos (Parroquia Pózul)
- 12 de octubre - Fiesta de San Juan de Pózul
- 3.er. domingo de octubre - Fiesta en Cruzpamba
- 4 de noviembre - Parroquialización de Cruzpamba
- 13 de noviembre - Parroquialización de Sabanilla
- 18 de noviembre - Fiesta del barrio Potrerillos (Parroquia Pózul)
- 24 de noviembre - Fiesta de la Virgen del Rosario
- 12 de diciembre - Fiestas de cantonización